# Saison 2 de Speechless
Chronologie
Saison 1 Saison 3
Cet article présente le guide des épisodes de la deuxième saison de la série télévisée américaine Speechless.

## Généralités
- Aux États-Unis, la saison a été diffusée du 27 septembre 2017 au 21 mars 2018 sur le réseau ABC.
- Au Canada, elle a été diffusée en simultané sur Citytv[1].

## Distribution

### Acteurs principaux
- Minnie Driver (VF : Marie Bouvier) : Maya DiMeo
- John Ross Bowie (VF : Olivier Chauvel) : Jimmy DiMeo
- Mason Cook (VF : Kaycie Chase) : Ray DiMeo
- Micah Fowler : JJ DiMeo
- Kyla Kenedy (VF : Lisa Caruso) : Dylan DiMeo
- Cedric Yarbrough (VF : Bernard Métraux) : Kenneth

### Acteurs récurrents
- Marin Hinkle (VF : Natacha Muller) : Dr Miller
- Lukita Maxwell (VF : Caroline Combes) : Jillian
- Jonathan Slavin (en) (VF : Franck Capillery) : M. Powers
- McKaley Miller : Claire
- David Lengel (en) : Tad

## Épisodes

### Épisode 1: Titre français inconnu (W-e-We're B-a-Back!)
- États-Unis /  Canada : 27 septembre 2017 sur ABC[2] / Citytv

- États-Unis : 5,03 millions de téléspectateurs[3] (première diffusion)

### Épisode 2: Titre français inconnu (F-i-First S-e-Second F-First Day)
- États-Unis /  Canada : 4 octobre 2017 sur ABC / Citytv

- États-Unis : 4,55 millions de téléspectateurs[4] (première diffusion)

### Épisode 3: Titre français inconnu (J-J's D-r-Dream)
- États-Unis /  Canada : 11 octobre 2017 sur ABC / Citytv

- États-Unis : 4,32 millions de téléspectateurs[5] (première diffusion)

### Épisode 4: Titre français inconnu (T-r-Training D-a-Day)
- États-Unis /  Canada : 18 octobre 2017 sur ABC / Citytv

- États-Unis : 4,36 millions de téléspectateurs[6] (première diffusion)

### Épisode 5: Titre français inconnu (N-i-Nightmares on D-i-Dimeo S-Street)
- États-Unis /  Canada : 25 octobre 2017 sur ABC / Citytv

- États-Unis : 4,16 millions de téléspectateurs[7] (première diffusion)

### Épisode 6: Titre français inconnu (S-h-Shipping)
- États-Unis /  Canada : 1er novembre 2017 sur ABC / Citytv

- États-Unis : 3,86 millions de téléspectateurs[8] (première diffusion)

### Épisode 7: Titre français inconnu (B-r-i-British I-n-v-Invasion)
- États-Unis /  Canada : 15 novembre 2017 sur ABC / Citytv

- États-Unis : 4,41 millions de téléspectateurs[9] (première diffusion)

### Épisode 8: Titre français inconnu (B-i-Bikini U-n-University)
- États-Unis /  Canada : 29 novembre 2017 sur ABC / Citytv

- États-Unis : 4,20 millions de téléspectateurs[10] (première diffusion)

### Épisode 9: Titre français inconnu (S-t-Star W-Wars)
- États-Unis /  Canada : 6 décembre 2017 sur ABC / Citytv

- États-Unis : 4,25 millions de téléspectateurs[11] (première diffusion)

### Épisode 10: Titre français inconnu (S-i-Silent Night)
- États-Unis /  Canada : 13 décembre 2017 sur ABC / Citytv

- États-Unis : 4,56 millions de téléspectateurs[12] (première diffusion)

### Épisode 11: Titre français inconnu (N-e-New Y-Year's E-Eve)
- États-Unis /  Canada : 3 janvier 2018 sur ABC / Citytv

- États-Unis : 4,37 millions de téléspectateurs[13] (première diffusion)

### Épisode 12: Titre français inconnu (The H-u-s-Hustle)
- États-Unis /  Canada : 10 janvier 2018 sur ABC / Citytv

- États-Unis : 4,44 millions de téléspectateurs[14] (première diffusion)

### Épisode 13: Titre français inconnu (D-i-Dimeo A-c-Academy)
- États-Unis /  Canada : 17 janvier 2018 sur ABC / Citytv

- États-Unis : 4,81 millions de téléspectateurs[15] (première diffusion)

### Épisode 14: Titre français inconnu (E-i-Eighteen)
- États-Unis /  Canada : 28 février 2018 sur ABC / Citytv

- États-Unis : 4,11 millions de téléspectateurs[16] (première diffusion)

### Épisode 15: Titre français inconnu (U-n-Unforgettable P-a-Pain)
- États-Unis /  Canada : 7 mars 2018 sur ABC / Citytv

- États-Unis : 4,44 millions de téléspectateurs[17] (première diffusion)

### Épisode 16: Titre français inconnu (One A-n-Angry M-Maya)
- États-Unis /  Canada : 14 mars 2018 sur ABC / Citytv

- États-Unis : 3,94 millions de téléspectateurs[18] (première diffusion)

### Épisode 17: Titre français inconnu (A-c-Action)
- États-Unis /  Canada : 14 mars 2018 sur ABC / Citytv

- États-Unis : 3,55 millions de téléspectateurs[18] (première diffusion)

### Épisode 18: Titre français inconnu (N-o-Nominee)
- États-Unis /  Canada : 21 mars 2018 sur ABC / Citytv

- États-Unis : 4,60 millions de téléspectateurs[19] (première diffusion)